# Дье, Сере
Сересо́ Жоффруа́ Гонзаруа́ Дье (фр. Sereso Geoffroy Gonzaroua Die), более известный как Сере́ Дье (фр. Serey Die; 7 ноября 1984, Абиджан, Кот-д’Ивуар) — ивуарийский футболист, опорный полузащитник клуба известный по выступлениям за клубы «Сьон», «Базель», «Штутгарт» и сборной Кот-д’Ивуара. Участник чемпионата мира 2014 года.

## Клубная карьера
Сере начал карьеру выступая за местные команды «Корого» и «Стад Абиджан». Сезон 2006/2007 он провёл в тунисском «Ла-Гулет-Крам». В 2007 году Дье перешёл в алжирский «ЕС Сетиф» в составе которого выиграл арабскую лигу чемпионов.
В 2008 году Сере перешёл в швейцарский «Сьон». 19 июля в матче против «Арау» он дебютировал в швейцарской Суперлиге. 1 августа 2009 года в поединке против «Ксамакса» Дье забил свой первый гол за клуб. В составе «Сьона» Сере дважды стал обладателем Кубка Швейцарии. В 2010 году он попал под подозрения из-за ставок на матчи и игры на тотализаторе. В 2012 году во время матча против «Лозанны» Сере ударил по лицу мальчика, подающего мячи, за что получил дисквалификацию на 8 матчей.
Зимой 2013 года Дье перешёл в «Базель». 10 февраля в матче против своей бывшей команды «Сьон» он дебютировал за новый клуб. 1 апреля в поединке против «Люцерна» Сере забил свой первый гол за «Базель». В 2013 году Дье стал обладателем Кубка часов и выиграл Суперлигу.
В начале 2015 года он перешёл в немецкий «Штутгарт». 14 февраля в матче против «Хоффенхайма» Дье дебютировал в Бундеслиге. 13 февраля 2016 года в поединке против берлинской «Герты» он забил свой первый гол за «швабов».
Летом 2016 года Дье вернулся в «Базель», с которым в 2017 году выиграл чемпионат, а затем ещё дважды повторил успех. В начале 2019 года Дье перешёл в «Ксамакс» на правах аренды. 2 февраля в матче против «Янг Бойз» он дебютировал за новую команду. 17 февраля в поединке против «Грассхоппера» Сере забил свой первый гол за «Ксамакс». Летом того же года Дье перешёл в «Арау». 21 сентября в матче против «Шаффхаузена» он дебютировал в Челлендж-лиге. В начале 2020 года Сере ненадолго вернулся в «Ксамакс». Летом 2020 года Дье вернулся в «Сьон», где и завершил карьеру в 2022 году.

## Международная карьера
23 марта 2013 года в матче отборочного турнира чемпионата мира 2014 против сборной Гамбии Сере дебютировал за сборную Кот-д’Ивуара. В 2014 году он попал в заявку национальной команды на поездку на чемпионат мира в Бразилию. На турнире Дье сыграл в матчах против сборных Японии, Колумбии и Греции.
В 2015 году Сере стал победителем Кубка Африки в Экваториальной Гвинее. На турнире он сыграл в матчах против команд Гвинеи, Камеруна, ДР Конго, Ганы и Алжира.
В 2017 году Дье во второй раз принял участие в Кубке Африки в Габоне. На турнире он сыграл в матчах против команд Того, ДР Конго и Марокко. В поединке против конголезцев Сере забил свой первый гол за национальную команду.
Летом 2019 года Дье в третий раз принял участие в Кубке Африки в Египте. На турнире он сыграл в матчах против команд ЮАР, Марокко, Намибии, Алжира и Мали. В поединке против намибийцев Сере забил гол.
В 2022 году Дье в четвертый раз принял участие в Кубке Африки в Камеруне. На турнире он сыграл в матчах против команд Экваториальной Гвинеи, Сьерра-Леоне, Алжира и Египта.

### Голы за сборную Кот-д’Ивуара
| #   | Дата           | Место                  | Противник | Счёт | Результат | Соревнование      |
| --- | -------------- | ---------------------- | --------- | ---- | --------- | ----------------- |
| 01. | 20 января 2017 | Стад д’Оем, Оем, Габон | ДР Конго  | 2:2  | 2:2       | Кубок Африки 2017 |
| 02. | 1 июля 2019    | 30 июня, Каир, Египет  | Намибия   | 0:2  | 1:4       | Кубок Африки 2010 |

## Достижения
Командные
«ЕС Сетиф»
- Обладатель Кубка арабских чемпионов: 2007/2008

«Сьон»
- Обладатель Кубка Швейцарии (2): 2008/2009, 2010/2011

«Базель»
- Чемпионат Швейцарии по футболу (3): 2012/2013, 2013/2014, 2016/2017
- Обладатель Кубка Швейцарии: 2016/2017
- Обладатель Кубка часов: 2013

Международные
Кот-д’Ивуар
- Обладатель Кубка африканских наций: 2015